# Central (Oeganda)
Central is een van de vier regio's van Oeganda. Central telt 6.683.887 inwoners op een oppervlakte van 37.489 km². Hoofdstad is Kampala. 
De regio grenst in het westen aan de regio Western, in het noorden aan Northern en in het oosten aan Eastern. In het zuiden grenst de regio aan Tanzania en het Victoriameer. Central is onderverdeeld in 24 districten, 72 county's, 264 sub-county's en 1.528 gemeenten (parishes) en telt 10.418 dorpen.

## Lijst van districten
- Buikwe
- Bukomansisibi
- Butambala
- Buvuma
- Gomba
- Kalangala
- Kalungu
- Kampala
- Kasanda
- Kayunga
- Kiboga
- Kyankwanzi
- Kyotera
- Luwero
- Lwengo
- Lyantonde
- Masaka
- Mityana
- Mpigi
- Mubende
- Mukono
- Nakaseke
- Nakasongola
- Rakai
- Sembabule
- Wakiso